# Tony Lam
Tony Lâm (nacido en 1936) es un político de California. En 1992, ganó un escaño en el Concejo Municipal de Westminster, convirtiéndose en la primera persona nacida en Vietnam en ser elegida para un cargo político en los Estados Unidos.
Antes de ser elegido, Lam había vivido en Estados Unidos durante 17 años, y era dueño del restaurante Vien Dong en Garden Grove. También fue un líder comunitario respetado, secretario del Club de Leones de Vietnam en Westminster y primer vicepresidente de la Cámara de Comercio de Vietnam en Condado de Orange.
Aunque Westminster tenía una de las concentraciones más grandes de inmigrantes vietnamitas en los Estados Unidos, Lam no fue votado principalmente por sus compatriotas vietnamitas. Su total ganador fue de unos 6500 votos, pero solo 2000 vietnamitas-estadounidenses en la ciudad eran elegibles para votar. Su campaña contó con el respaldo de la policía, el alcalde y los propietarios de casas rodantes locales. Derrotó a otro candidato vietnamita, Jimmy Tong Nguyen, para el escaño del Concejo Municipal de Westminster.
En 1999, Lam llevó la furia de muchos inmigrantes vietnamitas cuando se negó a unirse a las manifestaciones de protesta contra una tienda de videos que exhibía un cartel de Ho Chi Minh y una bandera vietnamita comunista. Los abogados de la ciudad le habían aconsejado que "se mantuviera neutral". Por esto, su restaurante fue protestado y la gente quemó efigies de él, llamándolo "simpatizante del comunismo". En el punto álgido de la controversia, los manifestantes plantearon la posibilidad de la destitución de Lam de su cargo. Incluso su esposa le pidió que renunciara, pero él se negó.
Lam sirvió durante una década en el Concejo Municipal durante tres mandatos, hasta que decidió no buscar la reelección en 2002.